# La Queue du scorpion
Pour plus de détails, voir Fiche technique et Distribution.
La Queue du scorpion (La coda dello scorpione) est un giallo italo-espagnol réalisé par Sergio Martino, en 1971.
Le film suit, Lisa, qui hérite de l'assurance-vie d'un million de dollars de son époux défunt, Kurt Bauman, décédé dans un mystérieux accident d'avion. Avant qu'elle ne puisse refaire sa vie avec son amant à Tokyo, elle est sauvagement assassinée dans sa chambre d'hôtel à Athènes et la fortune, contenue dans une mallette, est volée.

## Synopsis
Après la mort de son mari Kurt dans un accident d'avion, Lisa Baumer reçoit un million de dollars qu'elle doit récupérer à Athènes, en Grèce. L'ex de Lisa, Philippe, la harcèle et exige un paiement. Lorsqu'ils se rencontrent, elle trouve Philippe mort et s'enfuit pour prendre son vol vers la Grèce.
L'expert en assurances Peter Lynch est engagé pour filer Lisa afin de confirmer la légitimité du paiement. Il rencontre Lisa lorsque sa couverture est découverte à l'hôtel. La maîtresse de Kurt, Lara Florakis, et son homme de main, Abad Sharif, suivent également Lisa. Ils la coincent dans un théâtre abandonné et tentent de récupérer l'argent, mais Lisa s'enfuit. Ils essaient de la capturer, mais Lynch l'aide à s'échapper. Une fois que Lisa a reçu l'argent, elle s'arrange pour rencontrer son amant à Tokyo. Cependant, un tueur masqué s'introduit dans la chambre d'hôtel de Lisa et la tue d'un coup de couteau, avant de voler tout l'argent.
La police d'Athènes, dirigée par l'inspecteur Stavros, est sur l'affaire. L'agent d'Interpol John Stanley, qui suivait Lisa depuis l'explosion de l'avion, que son agence croyait être un attentat à la bombe, enquête également. Lynch et Florakis sont interrogés. Peu après, une journaliste, Cléo Dupont, rencontre Lynch. Ils entament bientôt une relation et décident d'enquêter ensemble.
Lynch va lui-même interroger Florakis, alors que arrive Stanley sur les lieux. Sharif essaie de tuer Lynch avec une hachette mais le manque de justesse. Florakis fait la sourde oreille lorsque Stanley l'interroge à son tour, mais Lynch l'accuse, ainsi que Sharif, d'être les tueurs. Cette nuit-là, le tueur l'assassine. Sharif, qui a répondu à son appel de détresse, poursuit le tueur jusqu'au toit, où il fait une chute mortelle.
L'amant de Lisa, George Barnet, se retrouve dans un hôtel avec une hôtesse de l'air, sa petite amie. Barnet est également en possession d'un uniforme. Une nuit, alors que Lynch rejoint Cléo dans son studio, le tueur l'attaque. Lynch arrive et la sauve. Sur les lieux, on trouve un bouton de manchette en forme de scorpion. Une photo de Kurt le montre avec les mêmes boutons de manchette, et Lynch en déduit que Kurt est vivant et qu'il est à son tour le tueur. Pendant ce temps, Barnet est attaqué et tué à Londres.
Lynch et Cléo organisent une escapade sur le yacht de Lynch. Pendant ce temps, la police rencontre l'hôtesse de l'air et remarque que son insigne de boutonnière est du même modèle que le bouton de manchette. Sur le yacht, Cléo voit Lynch plonger dans une grotte sous-marine. Lorsque Cléo atteint l'air, elle trouve dans les rochers du sol de la grotte un sac en plastique contenant l'argent de l'assurance. Lynch la rattrape et la ramène de force sur le bateau, avouant qu'il était bien le tueur depuis le début. L'amant de Lisa était son complice, ainsi que le poseur de bombe de l'avion, et tout le complot avait été organisé pour attirer Lisa là où elle devait être tuée, tout cela pour s'emparer de l'argent. Lynch en est venu à tuer tous les responsables, y compris Barnet, qui a été chargé d'attaquer Cléo pour détourner les soupçons de Lynch.
Lorsque Lynch lui propose de s'enfuir avec Cléo, celle-ci se précipite vers la radio et tente d'appeler à l'aide. Lynch la poursuit. Cléo poignarde l'épaule de Lynch avec un harpon, plonge dans la mer et s'enfuit vers une île voisine, Lynch la suivant de près. Lorsqu'il la rattrape, Lynch est abattu par la police.

## Fiche technique
- Titre original : La coda dello scorpione[1]
- Titre français : La Queue du scorpion[2]
- Réalisation : Sergio Martino
- Scénario : Ernesto Gastaldi, Eduardo Manzanos Brochero et Sauro Scavolini
- Montage : Eugenio Alabiso
- Musique : Bruno Nicolai
- Photographie : Emilio Foriscot
- Production : Luciano Martino
- Sociétés de production : Copercines, Cooperativa Cinematográfica et Devon Film
- Société de distribution : Titanus
- Pays d'origine :  Italie -  Espagne
- Langue originale : italien
- Format : couleur
- Genre : Giallo
- Durée : 90 minutes
- Dates de sortie : 
  - Italie : 16 août 1971
  - France : 4 octobre 1973
- Film interdit aux moins de 12 ans.

## Distribution

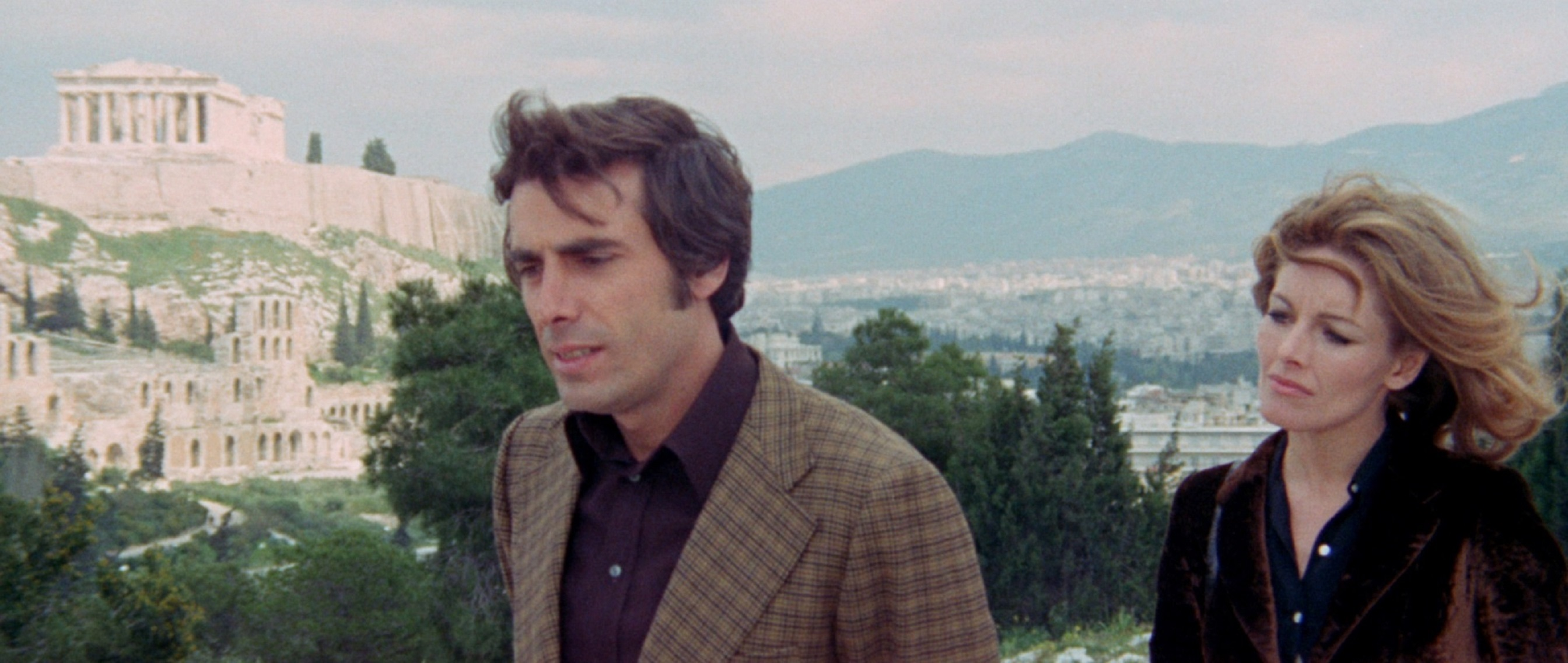
George Hilton et Anita Strindberg.

- George Hilton (VF : Pierre Arditi) : Peter Lynch
- Anita Strindberg : Cleo Dupont
- Alberto de Mendoza : John Stanley
- Ida Galli : Lisa Baumer
- Janine Reynaud : Lara Florakis
- Luigi Pistilli (VF : Jacques Ebner) : inspecteur Stavros
- Tom Felleghy : Mr. Brenton
- Luis Barboo : Sharif
- Tomás Picó : George Barnet